# Oecetis mouldsi
Oecetis mouldsi là một loài Trichoptera trong họ Leptoceridae. Chúng phân bố ở miền Australasia.